# 十島橋
十島橋（じゅうじまはし）は、福島県南会津郡只見町の只見川に架かる只見町道十島線の橋長175 m（メートル）のPC3径間連続ラーメン橋。

## 概要
- 形式 - PC3径間連続1室ラーメン箱桁橋
- 活荷重 - B活荷重
- 橋長 - 219.000 m
  - 支間割 - ( 44.940 m + 80.500 m + 48.260 m)
- 幅員
  - 総幅員 - 7.200 m
  - 有効幅員 - 6.000 m
  - 車道 - 6.000 m
  - 歩道 - なし
- 橋台 - 逆T式橋台（直接基礎）
- 橋脚 - 小判型壁式橋脚（ニューマチックケーソン基礎）
- 設計 - 大日本コンサルタント
- 施工 - 川田・会津建設特定建設共同企業体
- 架設工法 - カンチレバー工法

## 歴史
1930年（昭和5年）に鉄筋コンクリート主塔の橋長101.9 m、幅員2.7 mの吊橋が架橋された。
その後、滝ダムの建設に伴って橋長157.5 m、幅員2.5 mの橋が架橋された。この橋は極めて狭小のため乗用車のすれ違いや大型車の交通が不可能であったことから、1982年度（昭和57年度）に市町村道整備整備事業として福島県南会津建設事務所により只見町道十島線の橋梁として架替事業に着手し、総工費18億93百万円を要して1997年（平成9年）10月28日に新橋が完成した。